# Tandridge (village)
Pour les articles homonymes, voir Tandridge.
Tandridge est une paroisse civile et un village du Surrey, en Angleterre.